# Joan Hickson
Joan Bogle Hickson (5 de agosto de 1906 - 17 de octubre de 1998) fue una actriz inglesa de teatro, cine y televisión. Es conocida sobre todo por su papel de miss Marple en la serie de televisión del mismo nombre. También grabó varios audio-libros de este personaje.

## Biografía
Nació en Kingsthorpe (Northampton), del matrimonio formado por Edith Mary y Alfred Harold Hickson. Se formó en la Real Academia de Arte Dramático (RADA) de Londres, e hizo su debut en el teatro en 1927, en el West End londinense y en giras por todo el país. A partir de 1934 interpretó numerosos papeles secundarios en el cine.
En la década de 1940 trabajó en la adaptación teatral de la obra Cita con la muerte, de Agatha Christie. Dicha autora, después de ver la interpretación de Hickson, le escribió una nota en la que le decía: «Espero que algún día interprete a mi querida miss Marple». De 1963 a 1966, dio vida a la Sra. Peace, ama de llaves del reverendo Stephen Young en la serie de televisión Our Man At St. Mark's. En 1961 hizo el papel de criada en la película El tren de las 4:50, de George Pollock, en la que Margaret Rutherford interpretó a miss Marple.
En 1979 ganó el premio Tony a la mejor actriz de reparto por su papel en Bedroom Farce, de Alan Ayckbourn.
La BBC comenzó a rodar obras de Agatha Christie a mediados de los 80, consciente de las críticas que había suscitado el retrato que hizo Margaret Rutherford de miss Marple. En la nueva serie, los realizadores determinaron mantenerse fieles a las tramas y ubicaciones de las historias de Christie, y sobre todo, representar a miss Marple tal y como aparece en los libros. Hickson interpretó el papel en 12 adaptaciones de las novelas producidas entre 1984 y 1992, y recibió dos nominaciones a los premios BAFTA como mejor actriz de televisión, en 1987 y 1988. En 1987, cuando la reina Isabel II le concedió la Orden del Imperio Británico, le comentó: «Interpreta usted el personaje tal y como lo imaginamos».
Cuando Hickson abandonó el papel, convencida de que debía dejarlo cuando el programa estaba en la cúspide de su popularidad, declaró que no tenía intención de retirarse de la escena por completo.

## Matrimonio
En octubre de 1932, Jane Hickson se casó con el médico Eric Norman Butler en Hampstead (Londres). La pareja tuvo dos hijos, Nicholas (Londres, 1936) y Caroline (Londres, 1939). Eric murió en junio de 1967 en Colchester.

## Fallecimiento
Hickson murió en el Hospital General de Colchester a los 92 años, a consecuencia de una apoplejía . Está enterrada en el cementerio de Sidbury (Devon) con su nombre de casada, Joan Bogle Butler.